# 성희여자고등학교
성희여자고등학교(聖喜女子高等學校)는 대한민국 경상북도 안동시 정하동에 위치한 사립 고등학교이다.

## 학교 연혁
- 1984년 5월 7일 : 학교 법인 '민송 학원' 인가
- 1984년 5월 7일 : 법인 이사장 권영우 박사 취임
- 1984년 11월 27일 : 성희여자고등학교 개교 인가
- 1985년 3월 1일 : 초대 교장 장억수 선생 취임
- 1985년 3월 4일 : 제1기생 6학급 321명 입학
- 1987년 7월 14일 : 체육관, 실습관 준공
- 1988년 2월 12일 : 제1기생 6학급 312명 졸업
- 1990년 2월 10일 : 교지 성희학보 창간호 발간 - 첫 호를 창간호로
- 1991년 1월 5일 : 기숙사 27실 준공
- 1998년 12월 9일 : 복지후생관
- 2005년 7월 14일 : 5층 다목적 교실 증축
- 2006년 6월 5일 : 이사장 김형순 여사 취임
- 2010년 3월 2일 : 교과교실제C형 및 자율학교 지정
- 2012년 8월 5일 : 선진형교과교실제 운영학교 지정
- 2023년 1월 3일 : 제36기생 5학급 112명 졸업 (연 8,802명)
- 2023년 3월 2일 : 제39기생 5학급 108명 입학
- 2023년 9월 1일 : 제10대 교장 이기조 선생 취임

## 참고 자료
- 성희여자고등학교 - 한국교육학술정보원 학교알리미